# 帕梅拉·雷蒙德·萨特兰
帕梅拉·雷蒙德·萨特兰（英語：Pamela Redmond Satran，1953年4月10日—），美国女作家，英文取名专家，知名取名网站Nameberry的创始人。 

## 生平
萨特兰出生于美国新泽西州Norwood，毕业于威斯康星大学麦迪逊分校。大学毕业后，她搬到纽约，成为纽约GLAMOUR杂志的一位时尚编辑。
离开GLAMOUR杂志以后，她与作家Linda Rosenkrantz一起出版《超越珍妮和贾森》（英語：Beyond Jennifer & Jason）（1988年）一书。那年，该书成为风靡一时的畅销书。后来她创办了世界最流行的英文取名网站Nameberry。
作为一名国际命名专家，Satran还创办了一家高级命名顾问公司：Anglonym。
萨特兰的第一部小说《那个我该嫁的男人》（英語：The Man I Should Have Married）于2003年出版。 她于2005年写的小说 《年轻一代》，在2015年被改編为由《欲望都市》（Sex And The City）创作人Darren Star指导的电视节目，并首次于2015年3月31日在TVLand播出。